# دانيال بيكوك
دانيال بيكوك (26 أبريل 1975 بريدنغ في المملكة المتحدة - )  (بالإنجليزية: Daniel Peacock)‏ هو لاعب كريكت بريطاني. لعب مع Hampshire Cricket Board ‏.

## وصلات خارجية
- دانيال بيكوك على موقع إي آس بي آن كريك إنفو (الإنجليزية)